# Lisa Banes

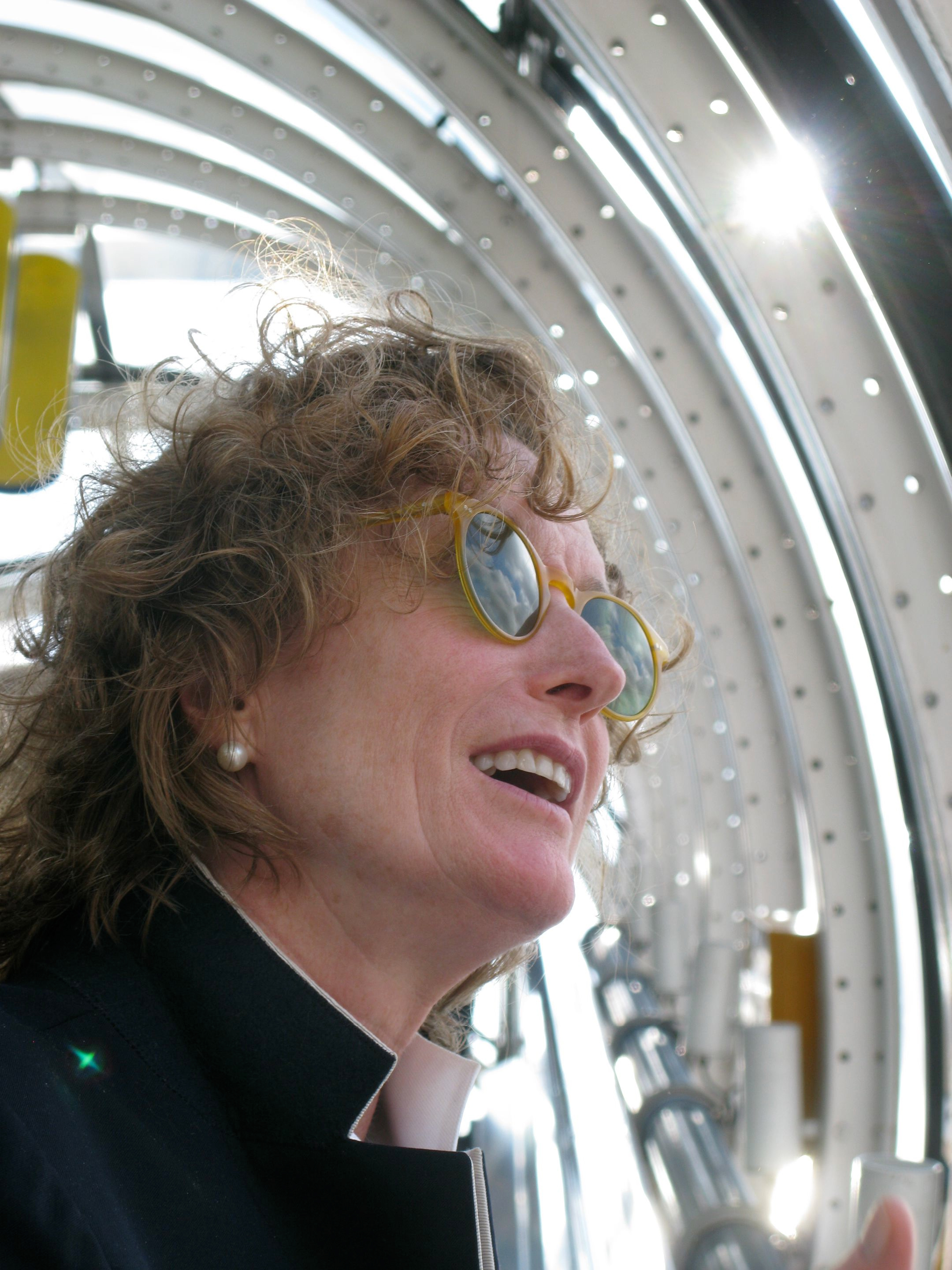
Lisa Banes, 2009

Lisa Banes (* 9. Juli 1955 in Chagrin Falls, Ohio; † 14. Juni 2021 in New York City, New York) war eine US-amerikanische Film-, Fernseh- und Theaterschauspielerin. 1981 gewann sie einen Theatre World Award für ihre Leistung in Blick zurück im Zorn. Sie war für ihre Fernsehserienrollen Doreen Morrison in Die Fälle der Rosie O’Neill und Mayor Anita Massengil in Son of the Beach bekannt.

## Karriere
Banes erwarb einen Abschluss der Juilliard School. Ihr Filmdebüt erlebte sie 1980 als Allison Porter in dem Fernsehfilm Blick zurück im Zorn. Seitdem trat sie in zahlreichen Film- und Fernsehproduktionen auf. Im Filmbereich spielte sie unter anderem die Mutter einer exzentrischen Familie in der John-Irving-Verfilmung Hotel New Hampshire (1984), die Bonnie in Roger Donaldsons Komödie Cocktail (1988), die Staatsanwältin Marla Tolbert in Michael Switzers Drama Niemand hört den Schrei (1994), die Chippy McDuffy in Pumpkin (2002), die Flora in Tom Shadyacs Mystery-Film Im Zeichen der Libelle (2002), die Priscilla in Amy Waddells Horrordrama Brothel (2008) und die Headmistress Higgins in Savage Steve Hollands Komödie Natürlich blond 3 – Jetzt geht’s doppelt weiter (2009).
Zu den Fernsehserien, in denen sie zu sehen war, gehören China Beach (1989), Star Trek: Deep Space Nine (1994), Roseanne (1994), Mord ist ihr Hobby (1995), Michael Hayes – Für Recht und Gerechtigkeit (1998), Legacy (1999), Girls Club (2002), King of Queens (2004), Six Feet Under – Gestorben wird immer (2005), Perception (2012) und Royal Pains (2010–2012). Fernseh-Hauptrollen hatte sie zwischen 1990 und 1992 in der Krimiserie Die Fälle der Rosie O’Neill (1990–1992) als Doreen Morrison sowie von 2000 bis 2001 in Son of the Beach (2000–2001), in der sie die Bürgermeisterin Anita Massengil verkörperte.
Als Theaterschauspielerin trat sie mehrmals am Broadway auf, so von 1988 bis 1990 als Cassie Cooper in Neil Simons Rumors, 1995 als Lady Croom in Tom Stoppards Arcadia, 1998 als Margaret Lord in High Society, 2009 als Miss Darling in Samson Raphaelsons Accent on Youth mit David Hyde Pierce und 2010 als Liz Essendine an der Seite von Victor Garber in der Neuauflage von Noël Cowards Present Laughter.

## Privates
Lisa Banes war seit 2017 mit der früheren Wall-Street-Journal-Journalistin Kathryn Kranhold verheiratet. Banes wurde am 4. Juni 2021 während eines Aufenthalts in New York als Fußgängerin von einem Roller schwer verletzt. Zehn Tage später starb sie im Alter von 65 Jahren an den Folgen des Unfalls. Der Rollerfahrer beging Fahrerflucht. Am 5. August 2021 verhaftete die Polizei den 26-jährigen Brian Boyd in seiner Wohnung in den Amsterdam Houses, in der Nähe der Stelle, an der er Banes überfahren hatte. Es wurde eine Kaution von 30.000 US-Dollar in bar oder 100.000 US-Dollar Bankbürgschaft als Sicherheitsleistung für seine Freilassung festgelegt. Neben dem Unfall mit Todesfolge wurde ihm vorgeworfen, den Unfallort verlassen zu haben. Am 28. September 2022 bekannte sich Boyd des Totschlags schuldig. Am 30. November 2022 wurde er zu bis zu drei Jahren Gefängnis verurteilt.

## Filmografie (Auswahl)

### Filme
- 1980: Blick zurück im Zorn (Look Back in Anger, Fernsehfilm)
- 1984: Hotel New Hampshire (The Hotel New Hampshire)
- 1985: Marie – Eine wahre Geschichte
- 1988: Cocktail
- 1988: Young Guns
- 1992: Urlaubsflug auf die Insel des Grauens (Danger Island, Fernsehfilm)
- 1994: Niemand hört den Schrei (Cries from the Heart, Fernsehfilm)
- 1995: Miami Rhapsody
- 1995: Lieberman in Love (Kurzfilm)
- 1998: Without Limits
- 2002: Pumpkin
- 2002: Im Zeichen der Libelle (Dragonfly)
- 2004: Explosionsgefahr: Eine Stadt am Abgrund (Combustion, Fernsehfilm)
- 2007: Freedom Writers
- 2008: Brothel
- 2009: Natürlich blond 3 – Jetzt geht’s doppelt weiter (Legally Blondes)
- 2014: Gone Girl – Das perfekte Opfer (Gone Girl)
- 2015: The Strongest Man
- 2016: A Cure for Wellness

### Fernsehserien
- 1985: Spenser (Fernsehserie, 1 Folge)
- 1989: China Beach (2 Folgen)
- 1990–1992: Die Fälle der Rosie O’Neill (The Trials of Rosie O’Neill, 34 Folgen)
- 1994: Star Trek: Deep Space Nine (eine Folge)
- 1994: Roseanne (eine Folge)
- 1995: Mord ist ihr Hobby (Murder, She Wrote, eine Folge)
- 1996: Frasier (eine Folge)
- 1998: Michael Hayes – Für Recht und Gerechtigkeit (Michael Hayes, 2 Folgen)
- 1999: Legacy (4 Folgen)
- 2000–2001: Son of the Beach (28 Folgen)
- 2002: Girls Club (4 Folgen)
- 2004: King of Queens (The King of Queens, 2 Folgen)
- 2005: Six Feet Under – Gestorben wird immer (Six Feet Under, 3 Folgen)
- 2006: Saved (2 Folgen)
- 2006: Desperate Housewives (eine Folge)
- 2010–2012, 2016: Royal Pains (9 Folgen)
- 2012: Perception (2 Folgen)
- 2016: Masters of Sex (2 Folgen)
- 2016: Madam Secretary (eine Folge)
- 2017: The Orville (2 Folgen)
- 2018: Nashville (4 Folgen)
- 2022: The Orville (2 Folgen)

## Auszeichnungen und Nominierungen
- 1981: Theatre World Award für Blick zurück im Zorn[2]
- 2007: Online-Film-&-Television-Association-Award-Nominierung in der Kategorie „Best Guest Actress in a Comedy Series“ für Desperate Housewives
- 2015: Georgia-Film-Critics-Association-Award-Nominierung in der Kategorie „Best Ensemble“ für Gone Girl – Das perfekte Opfer (geteilt mit Kollegen)
- 2015: Central-Ohio-Film-Critics-Association-Award-Nominierung in der Kategorie „Best Ensemble“ für Gone Girl – Das perfekte Opfer (geteilt mit Kollegen)